# Vic Elford
Victor Henry Elford, detto Vic (Londra, 10 giugno 1935 – Plantation, 13 marzo 2022), è stato un pilota automobilistico britannico di numerose discipline.

## Biografia
(Vic Elford)
Vic Elford è stato uno dei più veloci piloti degli anni sessanta e settanta, era soprannominato Quick Vic dai suoi colleghi e, visti i suoi risultati sportivi, è stato tra i piloti più versatil di quel periodo.

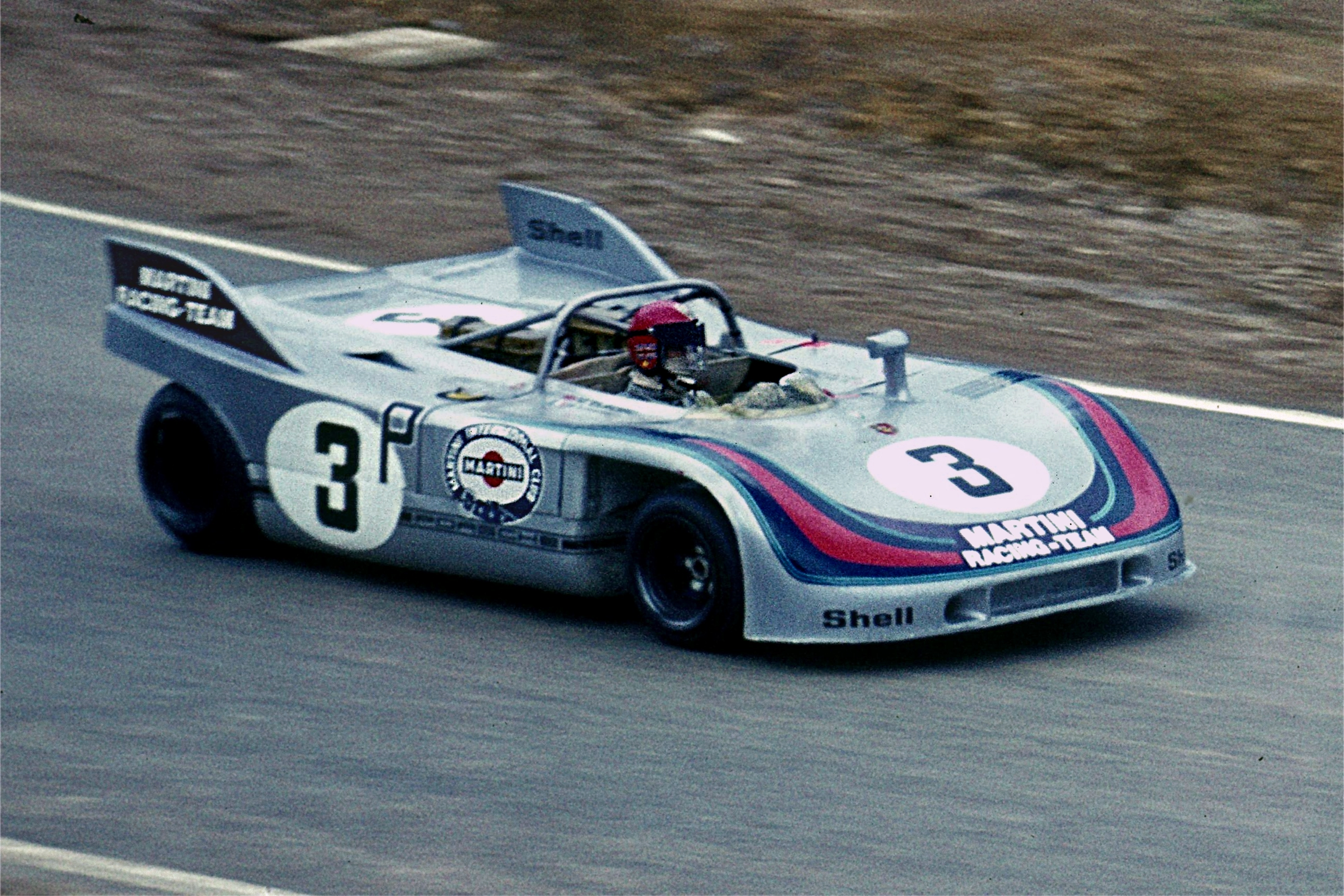
Elford al volante di una Porsche 908/03 nel 1971

Varrà a titolo di esempio la stagione agonistica 1968 del pilota. A fine gennaio la vittoria del prestigioso Rally di Montecarlo con una Porsche 911, il weekend successivo va a vincere la 24 Ore di Daytona e un mese dopo ottiene il 2º posto a Sebring. A maggio la conquista della Targa Florio in coppia con Umberto Maglioli (sempre su Porsche) (da molti ritenuta la più bella di sempre, una vittoria ottenuta dopo aver recuperato un ritardo di 18 minuti causato da una foratura) e due settimane dopo, Vic domina la 1000 km del Nürburgring. A giugno la 24 Ore di Le Mans gli sfugge a due ore dalla fine per un guasto alla frizione. Infine il suo debutto in Formula Uno a luglio in un Gran Premio di Francia allagato, dove riesce a condurre al 4º posto una Cooper T86B per niente competitiva.

### Esordi
La carriera del pilota inglese era cominciata come navigatore del rallista David Seigle-Morris su una Triumph TR3A, per poi diventare egli stesso pilota nel 1961 alla guida di una Mini come "privato", per poi passare la stagione successiva ad una DKW Junior "ufficiale" con cui ottenne le prime vittorie nel campionato britannico e l'anno dopo alla veloce ma inaffidabile Triumph TR4, per poi approdare alla squadra ufficiale Ford britannica e alla sua Ford Cortina, dove rimase dal 1964 al 1966. Nel 1967 fece suo il titolo di campione europeo rally con una Porsche 911 ufficiale, iniziando un lungo rapporto con la Casa di Stoccarda.

### Gli anni con le vetture sport
Con la Porsche passò alle vetture sport e alle gare di durata, ottenendo subito una vittoria di classe alla 24 Ore di Le Mans 1967 in coppia con l'olandese Ben Pon sulla Porsche 906 2 litri e salendo il mese successivo sul podio (con vittoria di classe) al Circuito del Mugello con Gijs van Lennep sulla 911 R. Ma la sua carriera decollò nel 1968, con le vittorie di cui si è già parlato precedentemente.
Dopo aver guidato le Porsche 908 e 917 fino alla stagione 1971, per la stagione 1972 fu ingaggiato dall'Autodelta per pilotare le Alfa Romeo Tipo 33 in quella che fu l'ultima stagione completa.
Alla Targa Florio del 1970 pilotò in prova la Porsche 917K lungo le strette strade siciliane, optando poi per guidare in gara la più agile Porsche 908/03.

### Il ritiro
Dopo una stagione 1973 in cui ha gareggiato in pochi eventi, Vic si è ritirato dalle competizioni alla fine del 1974. Nel settembre 1975 fu ingaggiato dalla società francese Inaltera per creare, organizzare e condurre il team da loro sponsorizzato per partecipare alla 24 Ore di Le Mans 1976. Tale impegno continuò l'anno seguente con risultati ancora migliori e in seguito ha collaborato con altre case costruttrici in vari campionati.
È deceduto il 13 marzo 2022 in seguito a una malattia.

## Risultati in carriera

### 24 Ore di Le Mans
| Anno | Classe        | N° | Team                       | Compagni d'equipaggio              | Telaio                  | Motore                    | Partenza                  | Arrivo     | Note               |
| ---- | ------------- | -- | -------------------------- | ---------------------------------- | ----------------------- | ------------------------- | ------------------------- | ---------- | ------------------ |
| 1967 | Sport 2.0     | 37 | Porsche System Engineering | Ben Pon                            | Porsche 906K Carrera 6  | Porsche 2.0L Boxer-6      | 33º                       | 7º         | Vittoria di Classe |
| 1968 | Prototipi 3.0 | 32 | Porsche System Engineering | Gerhard Mitter                     | Porsche 908             | Porsche 3.0L Boxer-8      | 3º                        | 33º (rit.) | -                  |
| 1969 | Sport 5.0     | 12 | Porsche System Engineering | Richard Attwood                    | Porsche 917L            | Porsche 4.5L Boxer-12     | 2º                        | 15º (rit.) | GPV 3min 27sec 20  |
| 1970 | Sport 5.0     | 25 | Porsche KG Salzburg        | Kurt Ahrens, Jr.                   | Porsche 917L            | Porsche 4.9L Boxer-12     | Pole Position 3min 19s 08 | 18º (rit.) | GPV 3min 21s 00    |
| 1971 | Sport 5.0     | 21 | Martini Racing Team        | Gérard Larrousse                   | Porsche 917L            | Porsche 4.9L Boxer-12     | 2º                        | 33º (rit.) | -                  |
| 1972 | Sport 3.0     | 17 | Autodelta SpA              | Helmut Marko                       | Alfa Romeo Tipo 33TT3   | Alfa Romeo 3.0L V8        | 6º                        | 25º (rit.) | -                  |
| 1973 | GT 5.0        | 39 | Automobiles Charles Pozzi  | Claude Ballot-Léna                 | Ferrari 365 GTB/4       | Ferrari 4.4L V12          | 23º                       | 6º         | Vittoria di Classe |
| 1974 | GT            | 61 | Robert Buchet              | Claude Ballot-Léna                 | Porsche 911 Carrera RSR | Porsche 3.0L Boxer-6      | 18º                       | 31º (rit.) | -                  |
| 1983 | Gruppo C      | 28 | Jean Rondeau Ford France   | Joël Gouhier Anne-Charlotte Verney | Rondeau M379            | Ford Cosworth DFV 3.0L V8 | 32º                       | 33º (rit.) | -                  |

### Formula 1
| 1968 | Scuderia | Vettura |  |  |  |  |  |   |     |     |     |   |     |   |  | Punti | Pos. |
| ---- | -------- | ------- |  |  |  |  |  | - | --- | --- | --- | - | --- | - |  | ----- | ---- |
| 1968 | Cooper   | T86B    |  |  |  |  |  | 4 | Rit | Rit | Rit | 5 | Rit | 8 |  | 5     | 18º  |

| 1969 | Scuderia       | Vettura  |  |  |   |    |   |   |     |  |  |  |  |  |  | Punti | Pos. |
| ---- | -------------- | -------- |  |  | - | -- | - | - | --- |  |  |  |  |  |  | ----- | ---- |
| 1969 | Cooper McLaren | T86B M7A |  |  | 7 | 10 | 5 | 6 | Rit |  |  |  |  |  |  | 3     | 14º  |

| 1971 | Scuderia | Vettura |  |  |  |  |  |  |    |  |  |  |  |  |  | Punti | Pos. |
| ---- | -------- | ------- |  |  |  |  |  |  | -- |  |  |  |  |  |  | ----- | ---- |
| 1971 | BRM      | P160    |  |  |  |  |  |  | 11 |  |  |  |  |  |  | 0     |      |

| Legenda | 1º posto     | 2º posto | 3º posto    | A punti         | Senza punti/Non class.  | Grassetto – Pole position Corsivo – Giro più veloce |
| Legenda | Squalificato | Ritirato | Non partito | Non qualificato | Solo prove/Terzo pilota | Grassetto – Pole position Corsivo – Giro più veloce |

## Onorificenze
Vic Elford è stato nominato Chevalier de Ordre national du Mérite dal Presidente francese Georges Pompidou per il suo "coraggio ed eroismo" perché durante la 24 Ore di Le Mans 1972, mentre era alla guida di un'Alfa Romeo, dopo essere stato sorpassato alla Curva Mulsanne da Jo Bonnier con la Lola, vide quest'ultimo avere un incidente nel tentativo di sorpassare una Ferrari 365 Daytona e, appena giunto sul luogo dell'incidente, scese dalla sua auto per lanciarsi tra il fumo e le fiamme nel tentativo di salvare i due colleghi, credendoli ancora intrappolati nelle vetture. Con somma sorpresa, aprendo lo sportello della Ferrari trovò l'abitacolo vuoto: non si era accorto che il pilota s'era già rifugiato oltre il guard rail, ma solo allora notò che i rottami della Lola erano tra gli alberi e che Jo Bonnier non s'era salvato.
(Vic Elford)

## Nei media
Vic Elford prese parte nel 1971 alle riprese del film Le 24 Ore di Le Mans di Steve McQueen come controfigura, mentre nel 1972 fu il narratore del docufilm The Speed Merchants di Michael Keyser.
Ha anche scritto tre libri: 
- (FR) "La Victoire ou...rien!" (in collaborazione con Michel Delannoy)
- (EN) "Porsche High-Performance Driving Handbook"
- (EN) "Reflections on a Golden Era in Motorsports" (autobiografia)